# Protocolo de Montreal
O Protocolo de Montreal é um tratado internacional que entrou em vigor em 1º de janeiro de 1989 e que, atualmente, apresenta adoção universal, com 197 Estados Partes. O documento assinado pelos Estados Partes impõe obrigações específicas, em especial, a progressiva redução da produção e consumo das Substâncias que destroem a Camada de Ozônio (SDOs) até sua total eliminação. O acordo é consequência da Convenção de Viena para Proteção da Camada de Ozônio.
Em 1985, um conjunto de nações reuniu-se na Áustria manifestando preocupação técnica e política quanto aos possíveis impactos causados pelo fenômeno da redução da camada de ozônio. Nesta ocasião foi formalizada a Convenção de Viena para a Proteção da Camada de Ozônio, cujo texto enunciava uma série de princípios relacionados à disposição da comunidade internacional em promover mecanismos de proteção ao ozônio estratosférico, prescrevendo obrigações genéricas que instavam os governos a adotarem medidas jurídico-administrativas com tal intuito.
O Brasil ratificou ao Protocolo de Montreal através do Decreto 99.280 de 06 de Junho de 1990.

## Referência bibliográficas
1. ↑  «Protocolo de Montreal». IBAMA. Consultado em 26 de outubro de 2022
2. ↑  User, Super. «Sobre o Protocolo de Montreal». www.protocolodemontreal.org.br. Consultado em 26 de outubro de 2022
3. ↑  «Protocolo de Montreal: resumo e camada de ozônio». Toda Matéria. Consultado em 26 de outubro de 2022